# Malcolm X Day
Le Malcolm X Day ou Journée Malcolm X est une fête instituée en 1979 par la municipalité de Berkeley en Californie pour célébrer l'héritage du militant politique et défenseur des droits de l'homme afro-américain Malcolm X. La date choisie est le 19 mai, date de l’anniversaire de Malcolm X. Depuis 1979 plusieurs États se sont joints à la Californie pour honorer la mémoire de Malcolm X, soit par un jour férié soit par une célébration (festival, journée d'études dans les établissements scolaires, numéros spéciaux des journaux et magazines, etc.).

## Présentation

### Les motifs

#### Une icône incontournable
Malcolm X fait partie des quatre grandes icônes des mouvements afro-américains pour abolir les discriminations raciales aux États-Unis avec Rosa Parks, Daisy Bates et Martin Luther King pour la période qui va de 1954 à 1965. Au contraire des trois autres il suscite la polémique, certains l'aiment, l'adulent en font un héros exemplaire de la cause des Afro-Américains et d'autres le haïssent en font un traître qui a mérité son assassinat du 21 février 1965,,.
Rosa Parks tout comme Martin Luther King ont droit à des célébrations comme le Rosa Parks Day et le Martin Luther King Day, Daisy Bates est honorée par l'État de l'Arkansas depuis que sa statue représente l'État dans le National Statuary Hall du Capitol des États-Unis à Washington, aux côtés du chanteur Johnny Cash. Ces trois personnages font globalement consensus en tant que figures marquantes du mouvement des droits civiques alors que le parcours de Malcolm X suscite des interrogations.

#### Un parcours de la violence à la non violence
Malcolm X est élevé dans une famille qui adhère aux idées de Marcus Garvey, lequel préconise un développement séparé de la communauté afro-américaine à travers la création de ses propres structures économiques, politiques, éducatives, syndicales et religieuses. Malcolm X est traumatisé par les violences du Ku Klux Klan (assassinat de son père, incendie de sa maison). Il se sent rejeté et tombe dans la délinquance, ce qui le conduit en prison. En 1946, il écope d'une peine de dix ans pour cambriolage. Pendant sa détention, il adhère aux idées de Elijah Muhammad, l'un des fondateurs de Nation of Islam, mouvement qui radicalise les idées de Marcus Garvey en affirmant que l'islam est la véritable religion des Afro-Américains, que le christianisme des Blancs est la religion de l'esclavage et que les Noirs doivent refuser la soumission aux « démons blancs », incarnation du mal sur la terre,.
En 1952, il bénéficie d'une libération conditionnelle et il rejoint Nation of Islam, il devient l'un de ses porte-paroles, fonde le journal Muhammad Speaks (en) à Chicago, qui en très peu de temps est l'un des journaux les plus lus par les Afro-Américains, son tirage atteignant les 600 000 exemplaires.
Malcolm X s'oppose à la non violence de Martin Luther King, doctrine qui selon lui est la seule révolution qui préconise qu’on doit aimer son ennemi, au contraire Malcolm X prône une séparatisme radical, car pour lui la société des blancs est irrémédiablement raciste et légitime l'auto-défense contre la violence de la société blanche.
Puis à la suite de l'assassinat du président John Fitzgerald Kennedy le 22 novembre 1963 à Dallas, Malcolm X prend ses distances vis-à-vis de Nation of Islam, qu'il juge avoir des pratiques hypocrites, sectaires et de compromission,. La rupture se consomme le 8 mars 1964, il quitte Nation of Islam, déclarant qu'il était impossible de travailler en dehors des 22 millions de Noirs qui ne sont pas musulmans, que tous les combats d'où qu'ils viennent pour l'égalité des droits civiques doivent être soutenus et enfin il est prêt à s'allier avec les Blancs, notamment les jeunes qui se rendent compte que la société ségrégationniste ne peut durer. Posture qui est dans la suite de sa lettre du 31 juillet 1963 à Martin Luther King dans laquelle il déplore l'incapacité des leaders afro-américains à s'unir face à un ennemi commun et l'invite lui et d'autres leaders (Gardner C. Taylor (en), Adam Clayton Powell, James Farmer, Whitney Young, A. Phillip Randolph, Ralph Bunche, Joseph H. Jackson (en) et James Forman) à une réunion pour partager les points de vue pour trouver des solutions communes.
Le 13 avril 1964, Malcolm x se rend au Moyen Orient, là-bas il découvre l'islam sunnite auquel il se convertit et découvre une religion universaliste, d'un Dieu créateur de tous les hommes. Cette conversion l'éloigne du séparatisme noir et de toute forme de racisme anti-blanc, il écrit : « the white man is not inherently evil, but America’s racist society influences him to act evilly » / l'homme blanc n'est pas d'essence diabolique, mais c'est la société raciste américaine qui lui fait commettre des actes diaboliques. De retour aux États-Unis il déclare : « The true Islam has shown me that a blanket indictment of all white people is as wrong as when whites make blanket indictments against blacks. » / Le véritable islam m'a montré que vilipender tous les Blancs en bloc, est aussi faux que lorsque les Blancs vilipendent les Noirs en bloc.
Malcolm X prend un virage non-violent et se rapproche de Martin Luther King, peu après l'adoption du Civil Right Act de 1964, les deux se rencontrent dans les couloirs du Capitole pour se réconcilier. Depuis, Malcolm X se rapproche du Student Nonviolent Coordinating Committee (SNCC) / Comité de coordination des étudiants non violents (SNCC), dirigé par John Lewis et Fannie Lou Hamer. En juin 1964, il crée l'Organization of Afro-American Unity, pour mobiliser le plus possible de militants afro-américains.
En janvier 1965, alors que Martin Luther King est en prison à Selma dans l’Alabama, Malcolm s'y rend et rencontre Coretta Scott King et lui dit « I didn’t come to Selma to make his job difficult, I really did come thinking that I could make it easier. If the white people realize what the alternative is, perhaps they will be more willing to hear Dr. King » / Je ne suis pas venu à Selma pour rendre son travail difficile, je suis vraiment venu en pensant que je pourrais faciliter les choses. Si les Blancs se rendent compte de ce qu'est l'alternative, peut-être qu'ils seront plus disposés à entendre le Dr King ». Quelques semaines après, le 21 février 1965, Malcolm X est assassiné par trois membres de Nation of Islam qui l'ont atteint de 21 balles. Martin Luther King qualifie son meurtre de « grande tragédie » et a exprimé son regret qu'il « s'est produit à un moment où Malcolm X était ... vers une meilleure compréhension du mouvement non violent » (King, 24 février 1965),.

### L'établissement du Malcolm X Day
Plusieurs personnalités afro-américaines sont encensées aux États-Unis : Harriet Tubman, Sojourner Truth, Frederick Douglass, W.E.B DuBois, Ida B. Wells, Jackie Robinson, Rosa Parks, Daisy Bates, Martin Luther King, toutes représentent un idéal de non-violence pour faire aboutir les droits civiques, mais pour Malcolm X quel idéal peut-il représenter ? Que retenir de lui l'activiste séparatiste légitimant la violence ou bien le pacifiste ? Questions que pose l'écrivain Touré dans un article du magazine Time, à laquelle il répond en écrivant que Malcolm X est l'exemple d'un homme qui a su évoluer qui a su se remettre en question « et ainsi incarner le potentiel de transformation de la vie américaine. ».
En 1968, le Congress of Racial Equality (CORE) demande qu'il y ait un jour férié en l'honneur de Malcolm X.
En 1971, Eugene A. Leahy (en), le maire de la ville d'Omaha dans le Nebraska signe un arrêté faisant de la semaine du 16 au 22 mai la Malcolm X Week avec le commentaire suivant « un homme qui a consacré sa brève vie à enseigner aux hommes à lutter pour la dignité de soi et à forger leur propre destin. Aucun Américain n'illustre mieux ce lien essentiel avec notre credo national que feu Malcolm X ».
En 1990, plusieurs personnalités se rassemblent à Omaha pour faire du 20 mai 1990 une fête fédérale sans que cela aboutisse. Les dernières festivités en l'honneur de Malcolm X à Omaha s'arrêtent en 1997.
En 1976, la ville de Berkeley en Californie fait officiellement du 19 mai un jour férié consacré à Malcolm X (Malcolm X Day). D'autres états suivent, comme l’Illinois en 2015 ou des villes comme San Antonio dans le Texas, toujours en 2015.
En mai 1972, s'est tenue la première célébration d'un Malcolm X Day à Washington, premier rassemblement avant celui de la célébration du premier African Liberation Day. C'est la plus ancienne des commémorations de Malcolm X, elle s'est tenue chaque année de 1972 à 1995, pour reprendre en 2018 où du 14 au 20 mai 2018 plusieurs manifestations culturelles se sont produites à Washington,.
En 2019, le 19 mai tombant un dimanche, le Malcolm X Day est célébré le 20 mai 2019, pour l'occasion, la Berkeley Public Library (en) (Bibliothèque publique de Berkeley) organise des événements autour de Malcolm X .

## À voir aussi